# Транспортування
Транспортування англ. transportation — процес переміщення людей, вантажів, сигналів та інформації з одного місця в інше. В логістиці транспортування розглядається, як процес переміщення людей та вантажів, або перевезення. Розглядають транспортування технологічне (внутрішнє) та зовнішнє. Також для опису процесу переміщення вживають термін перевезення.
Внутрішнє переміщення товарів здійснюється в процесі виробництва та складування, як правило, в межах одного виробничого майданчика на незначні відстані. Зовнішнє здійснюється при перевезенні, як правило, на далекі відстані між різними суб'єктами господарювання, або між віддаленими підрозділами одного підприємства.
Організація перевезення є важливою функцією. Існує декілька підходів до організації перевезень. Серед них можемо назвати два основних: децентралізоване та централізоване транспортування:
- За децентралізованого перевезення кожен підрозділ компанії самостійно, без узгодження й координації з іншими займається переміщенням необхідних вантажів.
- За централізованого перевезення, тільки вповноважений транспортний підрозділ має право здійснювати операції з перевезень. Інші підрозділи компанії виставляють замовлення до перевезення.

Транспортування може здійснюватись різними видами транспорту:
- Автомобільним транспортом
- Залізничним транспортом
- Морським транспортом
- Річковим транспортом
- Повітряним транспортом
- Трубопровідним транспортом

У процесі прийняття рішення про перевезення найманим чи власним транспортом оцінюється таке:
- загальні витрати;
- рівень контролю;
- рівень сервісу;
- гнучкість

Після вибору виду транспорту й перевізника встановлюється процедура оцінки якості транспортних послуг, яка містить:
- аналіз витрат;
- облік пошкоджень продукції;
- оцінка своєчасності доставлення;
- інші фактори

В автомобільних перевезеннях важливу роль відіграють транспортно-експедиційні компанії.
Міжнародні перевезення здійснюються відповідно до Митної конвенції про міжнародні перевезення із застосуванням книжки МДП.